# Jornada d'Alger (1518)
La Jornada d'Alger de 1518 fou un atac organitzat per l'emperador Carles V amb la intenció de conquerir la Regència d'Alger.

## Antecedents
La perillosa navegació pel Mediterrani inquietava als Reis Catòlics, que necessitaven controlar les aigües properes per assegurar les vies de comunicació i comerç. Per solucionar el problema els castellans comandats per Pere d'Estopinyà van ocupar Melilla en 1497, i un cop finalitzada la Segona Guerra de Nàpols el cardenal Cisneros, que havia estat regent del regne, insistí en la necessitat d'ocupar els ports de Barbaria, i, per evitar les objeccions de Ferran el Catòlic, s'oferí a anticipar les despeses de l'expedició, i l'abril de 1504 es decideix la conquesta del nord d'Àfrica, que s'inicia amb la presa de Mers el-Kebir en 1505 per part de Ramon de Cardona i Diego Fernández de Córdoba, de Ghassasa en 1506 i el penyal de Vélez de la Gomera en 1508 pel duc de Medina-Sidonia, Orà en 1509 a càrrec de Pere Navarro.
Els germans corsaris d'origen turc Arudj i Khair ed-Din Barba-rossa arriben a la Mediterrània occidental i s'estableixen a Gerba en 1503. Combaten per sobreviure, realitzen el cors de forma organitzada, acumulant un gran nombre de naus molt més artillades i grans que els anteriors, i més homes, per aconseguir que els seus atacs resultin més efectius, amb la promesa de donar la cinquena part dels botins, el jurament sobre el Corà i la no intervenció en els assumptes interns del regne, es declaren vassalls de Muhàmmad V.
El 13 d'abril de 1510, Pere Navarro, va aixafar les tropes del sultà de Bugia i els seus aliats. Els moriscs aterroritzats per aquesta rutina, van obligar el governant local Sālim al-Tūmī a enviar ambaixadors per negociar el vassallatge al rei catòlic de Tunis, Tremissèn i Alger,. Alger es declara dependent del rei i accepta pagar un tribut i la creació d'una fortalesa el penyal d'Alger, una petita illa davant de la Kasbah, proporcionant els materials necessaris per a la construcció d'aquesta fortalesa, i, fins i tot, treballar, amb els soldats espanyols. El 25 de juliol de 1510, Navarro es va apoderar de Trípoli però sofrí una important derrota aquell mateix any a l'illa de Gerba.
En 1516 Sālim al-Tūmī, va demanar ajut als germans corsaris Arudj i Khair ed-Din Barba-rossa per expulsar els espanyols. Arudj, amb tropes otomanes, va arribar a Alger i va ordenar l'assassinat de Sālim, perquè estava conspirant amb els espanyol contra els pirates, i es va apoderar de la ciutat. Una expedició espanyola va ser enviada a fer-se càrrec de la ciutat el 1516 comandada per Diego de Vera, però van acabar en fracàs. Barba-rossa va succeir a Arudj a la seva mort durant a la batalla contra els espanyols a la caiguda de Tlemcen en 1517. Gran nombre dels moriscs expulsats des de 1510 i els seus descendents van participar activament en la pirateria barbaresca i en l'esforç militar dels otomans d'Alger contra els espanyols.

## La jornada
Al front de l'expedició s'hi posà Hug de Montcada, virrei de Sicília. L'estol estava format per més de 30 naus, a més d'altres embarcacions menors. A dins hi anaven més de 4.500 soldats. Després de fer escala a Bugia i Orà, es dirigí cap a Alger, on la flota va arribar el 16 d'agost de 1518. El general Marino de Ribera va organitzar el setge d'Alger i aconseguí conquerir algunes places, però Abu-Hammu III havia de marxar contra Alger per terra però el sultà no aconseguia trobar gent que volgués lluitar al costat dels cristians i es va retardar i el 24 d'agost una tempesta va destruir vint-i-sis de les naus, bona part de la flota castellana ofegant a quatre mil homes. El que va quedar de la flota es va retirar.

## Conseqüències
Hug de Montcada es dirigí a Eivissa per passar l'hivern esperant ordres del rei. Mentre es reparaven les naus que havien quedat, els soldats es varen amotinar i robaren tot el que pogueren, especialment queviures. En 1519, Montcada va ser derrotat de nou, aquesta vegada al mar per naus corsàries. Però el 1520 va desembarcar a Gerba i obtingué la submissió total del senyor de l'illa.
La captura d'Alger el 1516 havia estat possible amb el suport del sultà otomà Selim I, suport es va suspendre amb la mort del sultà el 1520, provocant que Khair ed-Din Barba-rossa perdés la ciutat davant un cap de cabila local el 1524, i retornés al seu feu de Djidjelli.